# Казахське радіо
Казахське радіо (каз. Қазақ радиосы) — перша казахстанська державна інформаційно-розважальна радіостанція. Входить до складу АТ РТРК «Казахстан». Є найстарішою радіостанцією, яка нині мовить на пострадянському просторі.

## Історія
Запущена Народним комісаріатом пошт та телеграфів Казахської АРСР 29 вересня 1921 (дата рішення про створення республіканського радіомовлення). У жовтні 1921 року з Оренбурга столиці Казахстану того часу почалася трансляція по всій республіці. У жовтні 1926 року редакцію було переведено в Кзил-Орду. 23 березня 1927 року вперше в ефірі прозвучала казахська мова. У 1931 редакція переїхала в Алма-Ату.
З 1932 до 1954 року при Казахському радіо існував власний хор.
Серед відомих співробітників Казахського радіо в радянські роки — диктори Ануарбек Байжанбаєв, Мукагалі Мукатаєв та Єрмек Серкебаєв, спортивний коментатор Діас Омаров, солісти Бібігуль Тулегенова та Ескендир Хасангалієв, редактори Ільяс Жаханов, Нургалі, . У 1950-х роках музичним редактором був композитор А. З. Єсбаєв.
Після розпаду СРСР Казахське радіо стає національним каналом демократичної проурядової орієнтації. З 1 січня 2005 року радіостанція переходить на цілодобовий режим мовлення. Починаючи з 1 жовтня 2012 року мовлення перекладається в новий медіацентр «Азмедіа ортали» в Астані.

## Формат
Казахське радіо приділяє велику увагу інформаційним блокам, котрі виходять в ефір кожні півгодини. Щодня виходять аналітичні програми казахською та російською мовами, присвячені темам політики, економіки, сільського господарства, міжнаціональної згоди, культури та освіти, а також огляди казахстанської преси. Основний музичний формат радіостанції — національна казахська музика, проте виходять також програми, присвячені світовій класичній музиці та сучасним напрямкам.

## Нагороди
- Подяка Президента Республіки Казахстан у галузі засобів масової інформації (23 червня 2016 року) — за всебічне висвітлення ходу реалізації соціально-економічних реформ, питань розвитку державної мови та національної культури[5] .